# Харфанг

Харфанг — український репер, відомий своєю таємничістю та образом «людини-сови», який приховує свою особистість за маскою. Його творчість поєднує глибокі тексти з сучасним хіп-хоп звучанням. 

## Біографія та кар'єра
Про особистість Харфанга відомо небагато, оскільки він свідомо зберігає анонімність, що додає його образу містичності.
Музичний стиль
Харфанг поєднує елементи класичного хіп-хопу, альтернативного репу та експериментального звучання. Його тексти відзначаються глибокими рефлексіями про суспільство, людську природу та боротьбу. 
Образ
Ключовою особливістю Харфанга є його маска у вигляді совиного обличчя, що символізує мудрість, нічний спосіб життя та містичну атмосферу його музики.
Дискографія
• 2024 — Усе
Дебютний трек, який привернув увагу слухачів своєю емоційністю та глибиною. 
• 2024 — Око за око 
Другий сингл, представлений разом із кліпом, сповненим загадковості та символічних образів.
• 2024 — Місія 
Третій реліз, що поєднує короткометражний фільм і музичний кліп, розповідаючи історію про події 1963 року та піднімаючи філософські питання про час і людські цінності.  Короткометражний фільм Місія був відзначений нагородами на світових кінофестивалях. Став переможцем в номінації краще музичне відео на Global Film Festival Awards 
• 2024 — Ярди 
Четвертий сингл, доповнений кліпом, який більше схожий на фільм, а також українській інфопростір сколихнув флешмоб з білими масками на вулицях міст. 
• 2024 — Дівчата (спільно з переможцями Пісенний конкурс Євробачення 2022, Kalush Orchestra)
Спільна пісня з Kalush Orchestra, присвячена унікальності кожної дівчини, її красі, характеру та душі. Композиція поєднує сучасне звучання, глибокі емоції та мелодійність, притаманну виконавцям. 
• 2025 — Брати / Сам (feat. Міша Скорпіон, Віцик)
Подвійний сингл, присвячений темі війни в Україні, записаний спільно з діючими військовими — виконавцями пісень.